# Голубой ангел
«Голубой ангел» (нем. Der blaue Engel) — драматический фильм режиссёра Джозефа фон Штернберга, снятый по мотивам романа Генриха Манна «Учитель Гнус» на студии «УФА». Один из первых немецких примеров звукового кино. Фильм был одновременно снят в двух версиях, на английском и немецком языках. Главные роли исполнили Эмиль Яннингс и Марлен Дитрих.

## Сюжет
Учитель средней школы в маленьком немецком городке Иммануил Рат (Эмиль Яннингс) — педант и эксцентрик. Однажды он обнаруживает, что его ученики в свободное от учёбы время посещают ночной портовый кабачок «Голубой ангел», где выступает певица Лола-Лола (Марлен Дитрих). Во время учёбы ученики активно обсуждают шоу Лолы-Лолы, рассматривают её фотографии. Тогда Иммануил Рат принимает решение сходить в «Голубой ангел» с целью положить конец этой непристойности, проникающей в школу с улицы. Однако он сам попадает под очарование прелестной Лолы-Лолы.

## В ролях
- Эмиль Яннингс — профессор Иммануил Рат
- Марлен Дитрих — Лола-Лола
- Курт Геррон — Киперт, фокусник
- Роза Валетти — Густа, жена фокусника
- Ханс Альберс — Мазеппа, силач
- Рейнхольд Бернт — клоун
- Эдуард фон Винтерштайн — директор школы
- Ханс Рот — сторож средней школы
- Рольф Мюллер — ученик
- Ильза Фюрстенберг — служанка Рата

## История создания
Фон Штернберг называл этот фильм историей «падения влюблённого человека» и называл Рата «самодовольным типом с приниженным достоинством» (Уэйкман, 1045). Некоторые критики рассматривали фильм как аллегорию довоенной Германии, но фон Штернберг совершенно ясно давал понять, что не собирался затрагивать политическую обстановку: «Был 1929 год, Германия не была разделена, хотя настоящая Германия, её школы и другие места, показанные в фильме, были не немецкие, и реальность перестала меня интересовать» (Уэйкман, 1046; Штернберг, 13). Изображение Марлен Дитрих как завораживающей певицы ночного клуба не только укрепило её в роли «звезды», но и создало современное воплощение женщины-вамп. Лола-Лола, исполняющая песню (написанную Фридрихом Холлендером, Робертом Либманом и Сэмом Уинстоном), открыла себе свободный путь в сердце Рата. Грусть, волнение и простота рассказа, умноженные на великолепную работу фон Штернберга, несомненно, сотворили блестящий успех как в Германии, так и в Америке.
В «Голубом ангеле» фон Штернберг впервые представил миру Марлен Дитрих (в главной роли). Однако чувственность её героини вызвала множество двояких выпадов. В Пасадене (Калифорния) цензор С. В. Ковэн счёл поведение Лолы-Лолы оскорбительным. Хотя, в итоге оба фильма «Голубой ангел» (снятые на немецком и английском языках) по сей день считаются классикой.
Фильм рассматривался как выпад против немецкой буржуазии, более того, против одного из руководителей УФА Альфреда Гугенберга — активного сторонника национал-социалистической партии. Фильм был запрещён в нацистской Германии в 1933 году, как и все произведения Генриха Манна и Карла Цукмайера. Тем не менее, известно, что Гитлер часто просматривал этот фильм в своём частном кинозале и был сильно огорчён, когда Дитрих перешла Рейн в форме американской армии, за несколько дней до его самоубийства.
Одновременно снятая английская версия «Голубого ангела» считалась потерянной многие годы, но позже была обнаружена в немецком архиве кино.

## Художественное значение
Несмотря на то, что с момента внедрения в кинематографе технологии озвучивания прошёл совсем короткий срок, фильм получился исключительно звуковым по композиции. Решительный отказ от «немой» актёрской техники в исполнении ролей и гармоничное и умелое использование звуковых приёмов свидетельствуют о мощи немецкой кинематографической школы первой половины XX века, сумевшей быстро воспринять новые художественно-выразительные средства. Фильм «Голубой ангел» — первый звуковой фильм с участием Марлен Дитрих, с этого фильма началась её блистательная карьера в кино в роли роковой обольстительницы. Сергей Бертенсон в своём дневнике особо отмечал актёрскую игру Яннигса: «Он изумителен. Сценарий средний и отзывает мелодрамой, но как великолепно всё сделано. Его образ глубок и трогателен и, порою, просто потрясает». В ответ на хвалебные отзывы выраженные Бертенсоном в переписке с Владимиром Немировичем-Данченко советский режиссёр ответил следующее: «Я видел эту картину и поставил Яннингсу 4, Дитрих 5 с плюсом, а всей картине 3 с минусом. Что касается техники звуков, то если это удовлетворяет, то мне совсем не хочется работать для говорящего кино».
В одном из эпизодов кинофрески «Гибель богов» актёр Хельмут Бергер в женском платье пародирует песню, которую Марлен Дитрих исполняла в «Голубом ангеле».

## Музыка
- «Ich bin von Kopf bis Fuß auf Liebe eingestellt» («Falling in Love Again»)
- «Ich bin die fesche Lola» («They Call Me Naughty Lola»)
- «Nimm Dich in Acht vor blonden Frau’n» («Those Charming Alarming Blond Women»)
- «Kinder, heut' abend, da such' ich mir was aus» («A Man, Just a Regular Man»)
- «Ein Mädchen oder Weibchen wünscht Papageno sich!» («A girl or a little wife, wishes Papageno») — на основе музыки Моцарта для «Волшебной флейты»